# Sennyey család
A kissennyei nemes, báró és gróf Sennyey család Vas vármegye régi családjainak egyike, mely a 15. századból ered.

## Története
Gersz comes az első ismert őse a Sennyeyieknek, akit a XV. században említenek. A család leszármazása Sennyey Ferenctől, folyamatosan nyomon követhető. Ő Nádasdy Tamás nádor sárvári prefektusa, Sárvár, Kapuvár és Léka uradalmainak felügyelője volt a 16. század elején. Fia Sennyey Pongrác 1593-ban Báthory erdélyi fejedelem főudvarmestere, 1595-ben pedig tanácsosa lett. 1601-ben Rudolf érdekében működött, emiatt börtönbe is került, de Rudolf megjutalmazva királyi tanácsossá nevezte ki. 1605-től Bocskai ellen vezette Rudolf seregeit. 1606-ban bárói címet szerzett. A grófi rangot először 1767-ben Sennyey Imre lovassági tábornok kapta a családban, de ez a grófi ág már gyermekeivel ki is halt. Másodikként Sennyey Béla és Géza bárók kaptak grófi címet IV. Károly koronázása alkalmából 1916-ban. Ennek az ágnak a mai napig élnek leszármazottai.
Báró Sennyey Pongrác felesége keresztesi Dobszay Anna (†1625) asszony volt, akitől született fia Sennyey Sándor báró, Zemplén vármegye főispánja, 1640-ben királyi tanácsos, főkamarás, akinek a hitvese böki Paczoth Judit volt. Sennyey Sándor báró és Paczoth Judit fia Sennyey Ferenc (†1675) báró nagykállói kapitány, akinek a felesége gróf Széchy Margit asszony lett; a szülei gróf Széchy Dénes és gróf Draskovics Sára voltak. Báró Sennyey Ferenc kállói kapitány és gróf Széchy Margit frigyéből két fiúgyermek vitte tovább a családot. Az egyik Sennyey István (†1724) aranysarkantyús vitéz, Szabolcs vármegye főispánja, Ráküczi kancellárja, akinek az unokája Sennyey Imre lovassági tábornok 1767-ben szerzett grófi rangot, azonban egyben benne halt ki a családnak az akkori grófi ága.
A báró Sennyey Ferenc kállói kapitány és gróf Széchy Margit házasságából született másik fiúgyermek báró Sennyey Sándor. Kissennyei báró Sennyey Sándor, földbirtokos feleségül vette báró gyöngyösi Nagy Sára kisasszonyt, akinek a szülei báró gyöngyösi Nagy Ferenc (†1704), Kanizsával szembeni végek főkapitány-helyettese, zalaegerszegi főkapitány, földbirtokos és sárvár-felsővidéki Széchenyi Erzsébet voltak. Frigyükből született báró Sennyey Antal (1713-1771), földbirtokos, aki szintén előkelő családból szerzett feleséget magának: hitvese pallini Inkey Petronella (1722-1796) asszony, akinek a szülei pallini Inkey János (1673–1747) királyi tanácsos, Zala vármegye alispánja, földbirtokos és mezőszegedi Szegedy Mária voltak. Az egyik fivére pallini Inkey Boldizsár (1726–1792) királyi tanácsos, Zala vármegye alispánja, földbirtokos, a másik Inkey Gáspár (1716-1776), nagybirtokos volt. Sennyey Antal és Inkey Petronella házasságából több gyermek született, azonban csak két fiúgyermek vitte tovább a családot és külön ágat alapítottak. 

### Antal ága

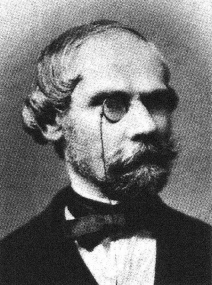
Báró Sennyey Pál (1824–1888), Magyarország országbírája.

Sennyey Antal báró és pallini Inkey Petronella fia, ifjabb Sennyey Antal (1754–1822) báró, földbirtokos, aki 1786. április 1-jén Ürményben feleségül vette báró kéthelyi Hunyady Erzsébet (1759–1799) kisasszonyt, akinek a szülei báró Hunyady Antal és báró hallerkeöi Haller Erzsébet voltak. Sennyey Antal báró és Hunyady Erzsébet bárónő frigyéből csak egy fiúgyermek vitte tovább a családot: Sennyey Károly (1787–1841) báró,  császári és királyi kamarás, földbirtokos. Sennyey Károly báró feleségül vette Budán 1817. június 1-jén nádasdi és fogarasföldi gróf Nádasdy Erzsébet (1794–1878) kisasszonyt, akinek a szülei nádasdi és fogarasföldi gróf Nádasdy Mihály (1746-1826), Komárom vármegye főispánja, főajtónálló, földbirtokos és gróf Terezia von Colloredo-Waldsee (1751-1831) volt. A menyasszony öccse nádasdi és fogarasföldi gróf Nádasdy Lipót (1802–1873), valóságos belső titkos tanácsos, Komárom vármegye örökös főispánja, nagybirtokos volt.
Sennyey Károly (1787–1841) báró, császári és királyi kamarás, és gróf Nádasdy Erzsébet (1794–1878) házasságából származott báró Sennyey Pál (1824–1888), valóságos belső titkos tanácsos, Magyarország országbírája, a Magyar országgyűlés főrendiház elnöke, az MTA igazgató tagja, Aranygyapjas rend lovagja. Sennyey Pál báró házasságot kötött Akán, 1864. április 30-án eörményési és káránsebesi báró Fiáth Mária (1846–1940), csillagkeresztes és palotahölgy kisasszonnyal, akinek a szülei báró Fiáth Ferenc (1815–1885), Veszprém vármegye főispánja, emlékirat-író, földbirtokos és kapivári Kapy Ágnes (1819–1906) voltak. A menyasszony öccse eörményesi és káránsebesi báró Fiáth Pál (1850–1935) kormánybiztos, Fejér vármegye főispánja, tanácsos, földbirtokos volt.
Sennyey Pál báró, országbíró, és báró Fiáth Mária frigyéből két fiúgyermek származott: az egyik gróf Sennyey Béla (1865–1939), császári és királyi kamarás, titkos tanácsos, a másik gróf Sennyey Géza (1870–1934), császári és királyi kamarás, főhadnagy a 6-ik dragonyos ezrednél. Sennyey Béla és Sennyey Géza 1916. december 30-án grófi címet szerzett IV. Károly koronázása alkalmából, amelyet már I. Ferenc József magyar király még életben engedélyezett.
Gróf Sennyey Béla (1865–1939), császári és királyi kamarás, titkos tanácsos Budapesten 1890. április 30-án feleségül vette nádasdi és fogarasföldi gróf Nádasdy Júlia (1869–1939) csillagkeresztes és palotahölgy kisasszonyt, akinek a szülei nádasdi és fogarasföldi gróf Nádasdy Ferenc (1842–1907), valóságos titkos tanácsos, Komárom vármegye örökös főispánja, nagybirtokos, valamint zicsi és vásonkeői gróf Zichy Ilona (1849–1873) voltak. Sennyey Béla gróf és Nádasdy Júlia grófnő frigyéből több lány- és fiúgyermek született, azonban csak gróf Sennyey Ferenc (1895–1944), és gróf Sennyey János (1902–1993) vitte tovább a családot. Sennyey Ferenc feleségül vette meszlenyi Meszlény Ilona (1890–1953) kisasszonyt, Sennyey János gróf házasságot kötött sárvári és felső-vidéki gróf Széchenyi Mária (1910–1994) úrhölggyel.
Gróf Sennyey Géza (1870–1934), császári és királyi kamarás, főhadnagy a 6-ik dragonyos ezrednél, feleségül vette Pácinon 1896. január 25-én báró Sennyey Melánia (1872–1957) kisasszonyt, akinek a szülei a család másik ágából származó kissennyei báró Sennyey Lajos (1828–1894), 1848-as honvéd huszár főhadnagy, országgyűlési képviselő, földbirtokos valamint hernádvécsei és hajnácskői báró Vécsey Erzsébet (1833–1919) voltak.

## Jelentősebb családtagok
- Sennyey Ferenc sárvári prefektus
- Sennyey Ferenc kállói kapitány
- Sennyey Imre (? – Pácin, 1774) lovassági tábornok
- Sennyey István (Küküllővár, 1580 k. – Győr, 1635. október 22.) veszprémi megyés püspök (1628–1630), győri megyés püspök (1630–1635)
- Sennyey István (1627 – Veszprém, 1687. április 10.) veszprémi megyés püspök (1659–1683)
- Sennyey István kuruc generális
- Sennyey László (1631–1703) jezsuita szerzetes
- Sennyey Pál (1824–1888) valóságos belső titkos tanácsos, Magyarország országbírája, a Magyar országgyűlés főrendiház elnöke, az MTA igazgató tagja, Aranygyapjas rend lovagja.
- Sennyey Pongrác erdélyi kancellár